# Le livre des échecs amoureux moralisés
Le Livre des échecs amoureux moralisés est l'un des huit manuscrits qui ont été conservés du livre d'Évrard de Conty avec leurs enluminures dues à Robinet Testard et destinés à la comtesse Louise de Savoie, dans les années 1496-1498.

## Création du manuscrit et destinée
L'ouvrage se présente comme un commentaire en prose du poème Les Échecs amoureux d'Évrard de Conty, datant de la fin du XIVe siècle. Évrard de Conty était le médecin personnel du roi de France Charles VI. Son ouvrage en prose sur les échecs amoureux a été écrit vers 1405. Le manuscrit de Robinet Testard est l'un des huit manuscrits enluminés de ce livre, conservés jusqu'à aujourd'hui. Le nombre de feuillets s'élève à 416. Ils sont écrits sur chaque face, recto-verso. La dimension de chaque page est de 497 × 340 millimètres. Le texte et les miniatures, sans la bordure, font 310 × 203 mm. Ce manuscrit se trouvait à la Bibliothèque de Blois en 1518. Actuellement, le manuscrit est conservé à la Bibliothèque nationale de France sous l'index Français 143.

## Sujet du poème et commentaire
Le poème Les Échecs amoureux parle d'un héros qui cherche sa voie sur le chemin de la vie. La nature lui indique deux voies possibles. La première est basée sur les sentiments et la seconde sur la raison. La nature lui conseille de choisir la voie de la raison.
Le héros se met en route et rencontre sur son chemin les dieux antiques : Vénus, Athéna, Junon et Mercure. Chaque divinité lui présente une voie à suivre. Vénus lui présente la jouissance sensuelle qui mène au plaisir. Athéna l'appelle à suivre le chemin de la raison en lui proposant 35 règles à respecter. Pour Junon c'est l'activité, le travail qui mène au bien-être. La fin du poème n'a pas été conservée.
Le commentaire allégorique du poème est inspiré du Roman de la Rose. Il est rempli de symboles relatifs à la problématique de l'amour courtois. Le texte se présente comme une espèce de microcosme des connaissances encyclopédiques dans le domaine des traditions philosophiques, littéraires et mythologiques. L'harmonie musicale régit tous les aspects de l'existence et se trouve au cœur de la compréhension de l'ouvrage.
Les échecs sont présentés comme une allégorie représentant en miniature : l'amour, la guerre et la mort. La vie est un échiquier où les décisions des joueurs mènent à la victoire ou à la défaite.

## La miniatureCharles d'AngoulêmeetLouise de Savoiejouent aux échecs
La première miniature du manuscrit est d'un grand intérêt. Elle est composée de deux plans que croise le regard du spectateur. Trois personnages se trouvent autour de l'échiquier : d'un côté Charles d'Orléans, comte d'Angoulême et son épouse Louise de Savoie. De l'autre la figure d'un inconnu partenaire du jeu et qui est beaucoup plus petit que Louise de Savoie afin de respecter les règles moyenâgeuses concernant la taille des personnages en fonction de leur importance sociale.
Louise de Savoie était une femme politique extraordinaire. Il n'est donc pas surprenant qu'elle ait été choisie pour figurer sur une enluminure occupée à jouer aux échecs. Sa position dans la composition de la miniature est dominante et son adversaire masculin reste anonyme, étant assis le dos face aux spectateurs, ce qui montre sa relative insignifiance dans le contexte de la représentation. Charles d'Angoulème est représenté comme intéressé par la partie d'échecs, et il se penche même, à côté de sa conjointe, vers l'échiquier pour observer les mouvements du jeu. Son rôle secondaire est renseigné par la présence du dogue, qu'il continue de tenir en laisse.
L'échiquier représenté sur la miniature est intéressant. Sa dimension est fixée par les cinq cellules de côté. Les pièces sont de couleur rouge et marron. Robinet Testard a illustré deux traités sur les échecs : le Livre des échecs amoureux d'Évrard de Conty et Les échecs moralisés, de Jacques de Cessoles, dans lesquels il représente des échiquier standards. C'est donc que celui représenté ici, ne l'est pas à cause d'une erreur mais de la réalité, malgré ses dimensions particulières.

## Le Livre des échecs amoureux moraliséset lesTarots de Mantegna
Les cartes italiennes Tarots de Mantegna ont servi de modèle à Testard pour certaines de ses miniatures les plus célèbres. C'est le critique d'art français François Avril qui s'en est aperçu le premier. Dans sa description des manuscrits contenant Le livre des échecs amoureux moralisés, Avril établit le lien entre la représentation de la Musique, assise sur deux cygnes et les images d'Apollon et de lа Musique, cette dernière également assise sur deux cygnes sur les cartes des Tarots de Mantegna.
Les cartes de Mantegna comprennent deux séries de cinquante gravures désignées par les chercheurs par la lettre «E» (première série) ou «S» (seconde série). On ne sait pas comment ces cartes pouvaient être utilisées du fait que leur dimension est de sept pouces de hauteur sur quatre pouces de largeur. Elles sont donc trop grandes pour jouer aux jeux de cartes traditionnels.
Ces cartes peuvent être réparties en cinq groupes : 1) dix hommes (hiérarchiquement répartis depuis le mendiant jusqu'au pape de Rome), 2) Apollon et neuf muses, 3) les sept arts libres (qui ensemble avec l'astrologie, la philosophie et la théologie, forment dix sciences réparties dans un ordre hiérarchique), 4) les trois principes cosmiques et les sept vertus, 5) les dix sphères célestes (de nouveau hiérarchisées depuis la Lune jusqu'à l' Empyrée).
On considère généralement aujourd'hui qu'Andrea Mantegna n'est pas le créateur de ces séries de gravures. En raison de la correspondance iconographique et stylistique avec les célèbres fresques du Palazzo Schifanoia, le groupe des cartes « Е » se rapporte selon les chercheurs aux environs de 1465, et elles ont vraisemblablement été créées à Ferrare dans le cercle de Cosmè Tura et de Francesco del Cossa. Le groupe des cartes «S» a également été créé à Ferrare, mais probablement vingt ans plus tard, vers 1485, par un artiste inconnu.
Certains spécialistes pensent que les créateurs de ces cartes devaient avoir des objectifs éducatifs ou mnémoniques. D'autres affirment qu'elles sont des sources iconographiques ou des livres modèles sur la mythologie antique pour des miniaturistes et des graveurs. Lodovico Lazzarelli (1450—1500) décrit les cartes de Tarot de Mantegna comme un modèle de représentation de dieux, de muses et de sciences humaines. Elles ont servi à plusieurs reprises de base iconographique pour des manuscrits. De toute évidence, Testard les a utilisé comme une encyclopédie, pour représenter des personnages antiques et des allégories abstraites.

## Les huit manuscrits duLivres des échecs amoureux moralisés[5]
- La Haye (Den Haag), Koninklijke Bibliotheek, 129. A. 15, 4/4 XV
- Copenhague (København), Kongelige biblioteket, Thott 1090 4°, f. 71r—98r, 1468
- Fragment équivalent aux lignes 176v44-183r26. Ms. exécuté à Lille, de 1460 à 1470.
- Paris, Bibliothèque nationale de France, français, 143, f. 1r—357v. Рукопись Робине Тестара
- Paris, Bibliothèque nationale de France, français, 1508
- Paris, Bibliothèque nationale de France, français, 9197, f. 1r—352v, a travaillé à la réalisation de ce manuscrit maître Antoine de Rolin, grand bailli du Hainaut et son épouse, Marie d’Ailly[11], il comprend 24 miniatures
- Paris, Bibliothèque nationale de France, français, 19114
- Paris, Bibliothèque nationale de France, français, 24295

## Galerie

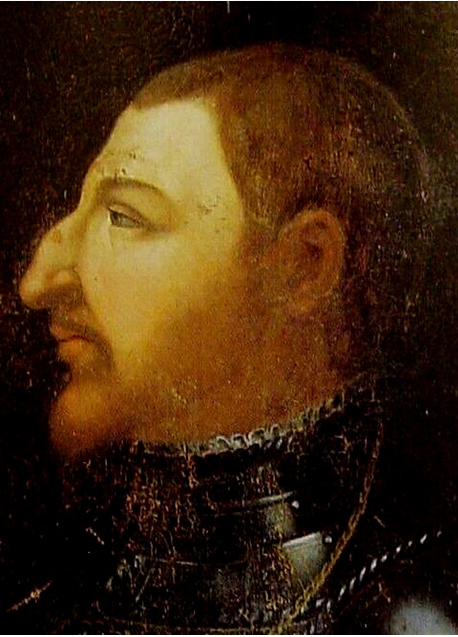
Charles d'Orléans (1459-1496) comte d'Angoulême.
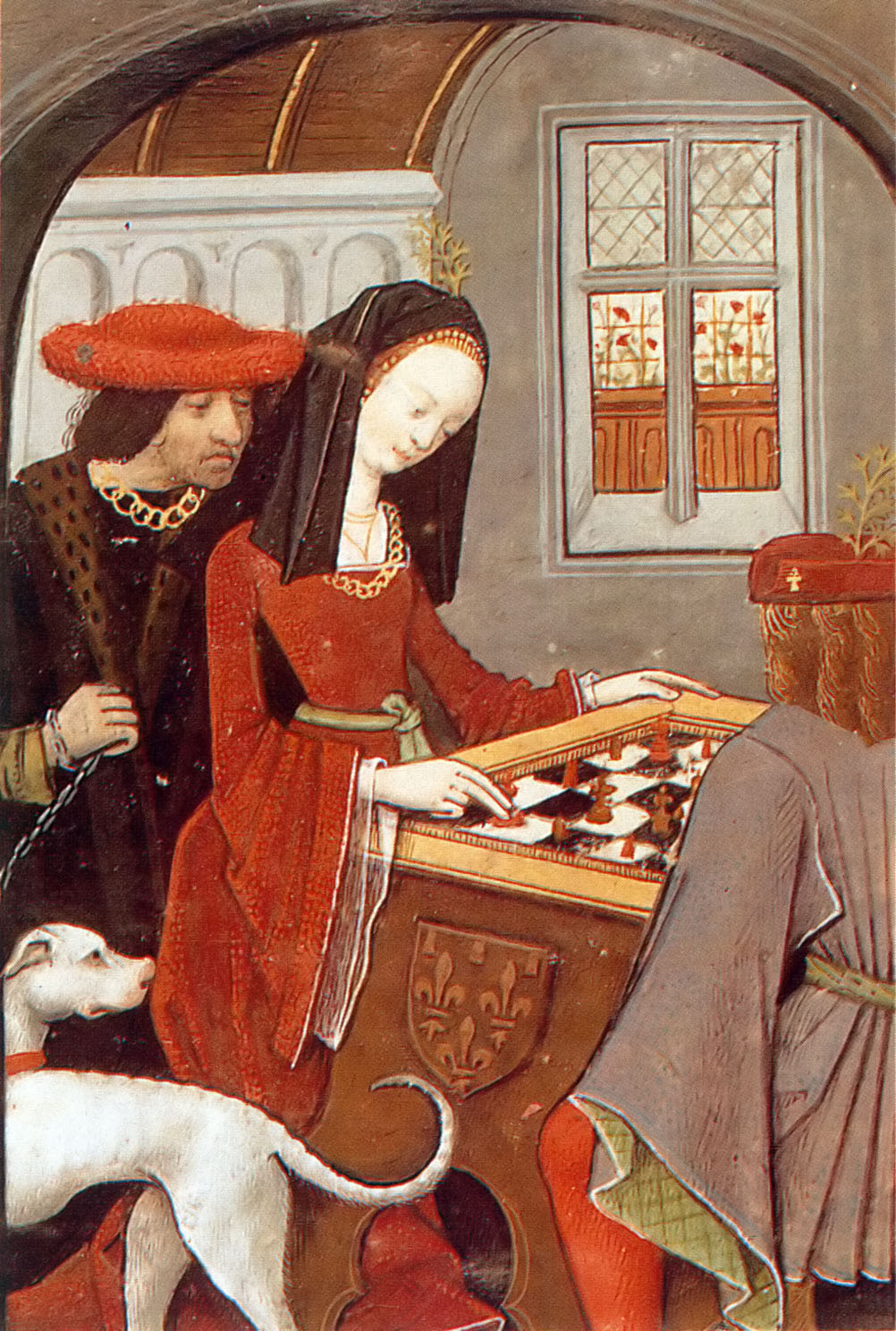
Le livre des échecs amoureux moralisés. Artus Gouffier, observant François d'Angoulême et sa sœur, Marguerite de Valois-Angoulême.
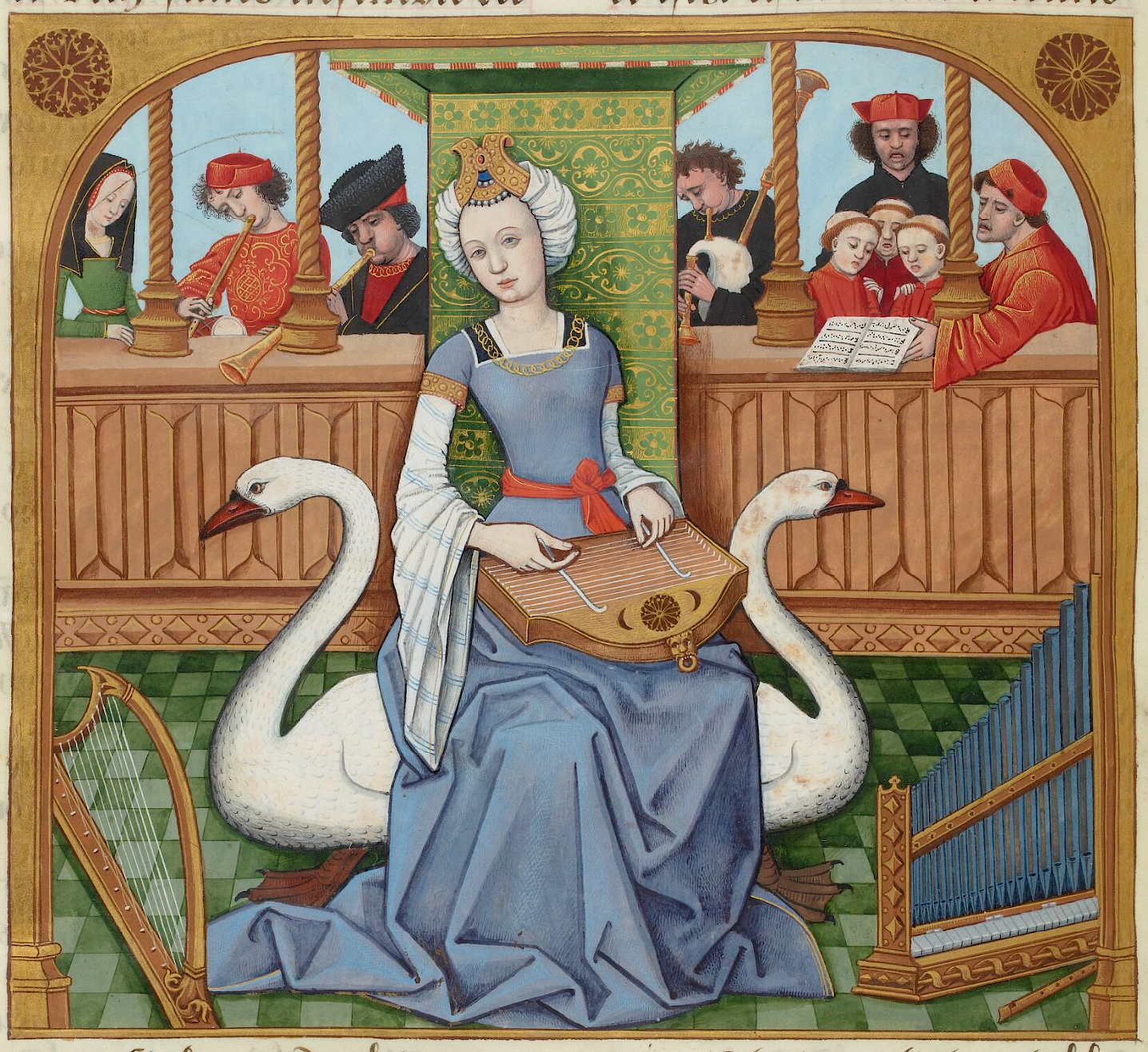
Le livre des échecs amoureux moralisés. Musique
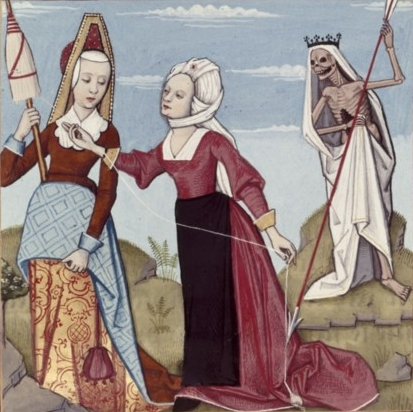
Le livre des échecs amoureux moralisés.
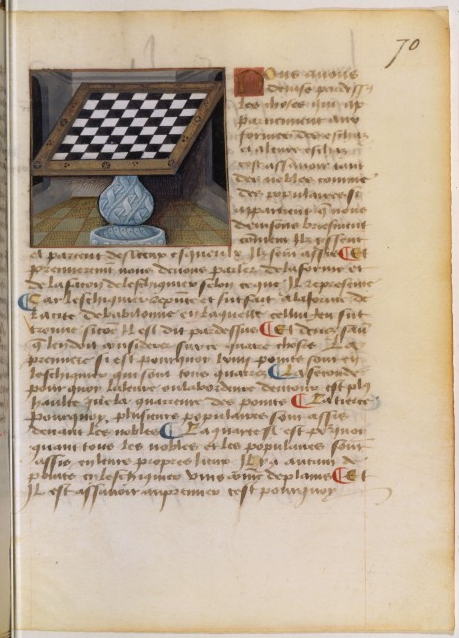
Jeu des échecs moralisés, de Jacob de Cessoles. Représentation par Robinet Testard d'un échiquier aux normes standards